# 11-та танкова дивізія (СРСР)
11-та танкова дивізія — військове з'єднання РСЧА у складі 2-го механізованого корпусу (2 МК) до та під час Німецько-радянської війни.

## Історія
11-та танкова дивізія була сформована на базі 4-ї легко-танкової бригади, 366-го гаубичного артилерійського, 490-го стрілецького полків, 18-го зенітного дивізіону, та медсанбату 173-ї стрілецької дивізії, 389-го танкового батальйону 176-ї стрілецької дивізії.
У складі 2 МК брала участь у боях у складі Південного фронту. У кінці липня 1941 року разом з корпусом потрапила в Уманський котел. Частині дивізії разом з командуванням вдалося вийти з оточення.

## Підпорядкування
- 9-та окрема армія, 2-й механізований корпус (22 — 25 червня 1941)
- Південний фронт, 9-та армія, 2-й механізований корпус (25 червня — 18 липня 1941)
- Резерв Південного фронту, 2-й механізований корпус (18 липня — 29 липня 1941)
- Південний фронт, 12-та армія, 2-й механізований корпус (29 липня — 7 серпня 1941)

## Склад
- 21-й танковий полк
- 22-й танковий полк
- 11-й мотострілецький полк
- 11-й гаубичний артилерійський полк
- 11-й медико-санітарний батальйон
- 11-й розвідувальний батальйон
- 11-й окремий зенітно-артилерійський дивізіон
- 11-й окремий батальйон зв'язку
- 11-й автотранспортний батальйон
- 11-й ремонтно-відновлювальний батальйон
- 11-та рота регулювання
- 11-й польовий хлібозавод
- 272-га польова поштова станція
- 319-та польова каса Держбанку

## Командири
- Генерал-майор П. В. Волох
- Полковник Г. І. Кузьмін